# Jonathan Simon
Jonathan Simon (* 1959) ist ein amerikanischer Rechtswissenschaftler, Soziologe und Kriminologe. Seine Theorie des „Governing Through Crime“ („Herrschen durch das Verbrechen“) wird in der internationalen Kriminalsoziologie ausführlich rezipiert.

## Leben
Simon studierte an der University of California, Berkeley und wurde dort 1990 zum Ph.D. promoviert. Nach Lehr- und Forschungstätigkeiten an verschiedenen US-amerikanischen Universitäten, darunter der Yale University, wurde er 1996 Professor für Rechtswissenschaft an der University of Miami und kehrte 2003 als Professor nach Berkeley zurück.

## Werk
In seinem Buch „Governing Through Crime. How the War on Crime Transformed American Democracy and Created a Culture of Fear“ (2007) vertritt er (abweichend von David W. Garland) die These, dass sich nicht die Kriminalitätslage verändert habe, sondern nur die staatliche Reaktion auf Kriminalität. Einerseits werde Kriminalität dramatisiert und damit Furcht geschürt, andererseits werde sie gemanagt. Governing trough Crime sei aktive staatliche Politik zur Aufrechterhaltung der Herrschaftsverhältnisse. Bereits Ende der 1980er Jahre prägte er für die sich daraus ergebende gesellschaftliche Kontrollpraxis den Begriff access society, zu deutsch Zugangsgesellschaft, der später noch in einem anderen Zusammenhang verwendet wurde.

## Schriften (Auswahl)
- Mass Incarceration on Trial. A Remarkable Court Decision and the Future of Prisons in America. 1. Auflage. The New Press, New York 2014, ISBN 978-1-59558-769-5.
- Governing through Crime. How the War on Crime Transformed American Democracy and Created a Culture of Fear. 1. Auflage. Oxford University Press, New York 2007, ISBN 978-0-19-518108-1.
- Poor Discipline. Parole and the Social Control of the Underclass, 1890-1990. University of Chicago Press, 1993, ISBN 978-0-226-75856-5.